# Ловозеро
Ло̀во̀зеро (Лов-езеро, Луявър) е сладководно езеро в европейската част на Русия, Мурманска област.
С площ от 209 km² е 5-о по големина езеро в Мурманска област и 60-о на територията на Русия.
Езерото Ловозеро е разположено в централната част на Колския полуостров и централната част на Мурманска област и принадлежи към водосборния басейн на Баренцево море.
Котловината на езерото е с ледниково-тектонски произход, разположена източно от планината Ловозерски Тундри. Ловозеро има доста сложна форма и се простира от север на юг с дължина 45 km и максимална ширина в средната част 7,5 km. Площта му е 209 km², а обемът 1,1 km3. Дели се на три обособени по различни показатели части: плитка (до 4 m) северна, централна (до 9 m) и южна, най-дълбока (до 35 m). Тези три части се съединени помежду си с тесни, къси и плитки протоци. Бреговата линия е силно разчленена с голямо количество заливи, многочислени носове и вдаващи се в езерото полуострови, покрита с гъсти иглолистни гори. На запад езерото е ограничено от стръмните склонове на планината Ловозерски Тундри, а южната му част е най-живописна. В него има 140 малки острова, най-голям от които е остров Курга, край източния бряг.
Водосборният басейн на Ловозеро е 3770 km2. В него се вливат множество реки, като най-големи от тях са: Цага и Сара, вливащи се от юг, Курга и Афанасия – от изток, Светла и Сергеван – от запад. От северния ъгъл на езерото изтича река Вороня, вливаща се в Баренцево море. С изграждането на преградна стена на реката при посольок Туманний на същата кота (153 m) и образуването на Серебрянското водохранилище, езерото Ловозеро става горна част от него.
Подхранването на езерото е снежно-дъждовно, като преобладава снежното. С включването му в пределите на Серебрянското водохранилище годишното колебание на нивото на водата не превишава 1 m. Покачването на нивото обикновено започва в началото на май и продължава до средата на лятото. Най-ниско ниво езерото има в средата на пролетта. Ловозеро обикновено замръзва през октомври, а се размразява в началото на юни. Почти през цялата година температурата на водата е ниска и даже през лятото не надвишава 16 °C. Минерализацията на водата е 27 – 31 мгр/л и спада към хидрокарбонатно-натриевия клас, а прозрачността е доста голяма – от 2,4 до 5,5 m.
Богато на риба. На 2 km северозападно от него, на двата бряга на река Вама е разположено саамското село Ловозеро, център на културния живот на саамите, коренното население на Колския полуостров.
Първото комплексно физикогеографско изследване на Ловозиро е извършено през 1891 г. от финландския геолог на руска служба Вилхелм Рамсай, а геодезистът на експедицията Алфред Петрелиус му извършва първото топографско заснемане и картиране.

## Топографски карти
- Лист от карта Q-36-V,VI Ревда. Мащаб: 1 : 200 000. Указать дату выпуска/состояния местности.
- Лист от карта R-36-XXXV,XXXVI Ловозеро. Мащаб: 1 : 200 000.